# أوسكار تشيزاري
أوسكار تشيزاري (بالإنجليزية: Oscar Cesare)‏ هو رسام أمريكي، ولد في 7 أكتوبر 1883 في لينشوبينغ في السويد، وتوفي في 25 يوليو 1948 في ستامفورد في الولايات المتحدة.